# Versailles -Philharmonic Quintet-
Versailles -Philharmonic Quintet-，日本視覺系樂團。
2007年3月，以主唱KAMIJO與吉他手HIZAKI （页面存档备份，存于）為中心而結成。
加上之前HIZAKI自組團「HIZAKI grace project」中的貝斯手Jasmine You與藍華柳的吉他手TERU以及目黑鹿鳴館推薦的鼓手YUKI。
剛出道時團名叫做Versailles ，不過因為跟美國某樂團同名，故把名字改成Versailles -Philharmonic Quintet-（不過目前大部分的人都還是習慣只寫 Versailles）。2009年6月24日以「ASCENDEAD MASTER」一曲正式出道。
2009年8月9日，貝斯手Jasmine You驚傳過世消息。由於當時新專輯正在錄製中，因此現在的BASS部分是由吉他手HIZAKI錄製，原本預定8月發行的新專輯也因此延到2010年1月20日發行。
樂團於09年的V-Rock Festival正式恢復活動，於2010年2月28日展開世界巡迴演唱會。
2010年9月4日支援貝斯手masashi正式加入，並改名為MASASHI。
2012年7月20日 發聲明表示2012 新專輯Versailles 的宣傳期及巡迴演出後，將在2012/12/20 暫停活動。
2015年12月20日 主唱KAMIJO於個人Facebook粉絲頁貼出"Versailles Reborn"的貼文，宣布Versailles將於2015年12月28日復出。
2015年12月28日 於東京Zepp DiverCity TOKYO舉行復活儀式。
2016年8月7日 於千葉舞濱圓形劇場舉辦完全復活演唱會「Chateau de Versailles」
途中宣布將在2017年2月14日情人節舉辦Versailles首次東京武道館演唱會

## 成員

### Vo.KAMIJO
本名：上城祐之
生日：1975年7月19日
出身地：神奈川縣平塚市
身高：173 cm 
體重：53 kg
性別：男性
型別：男性
血型：O型
樂團核心成員，擔任填詞及作曲。創建並立體了Versailles獨特的世界觀。是SAS的社長和Versailles的團長。一手包辦了Versailles的宣傳，設計，銷售等等。可以說是Versailles的支柱。
樂團經歷：
（美辭麗句 → MALICE MIZERローディー → LALIENE(SHOKI)→LAREINE (KAMIJO) → NEW SODMY → LAREINE → Versailles-Philharmonic Quintet-） → SOLO

### Gt.HIZAKI（页面存档备份，存于）
誕生日：1979年2月17日
血液型：AB型
出身地：滋賀縣守山市
身高：168 cm
體重：56 kg
性別：男性
型別：女性
樂團核心成員，擔任作曲和填詞。在日本有速彈姬的稱號。其公主形象為Versailles聚集了很多男性FANS。據說非常怕蟲，化妝包裡甚至隨時備有殺蟲劑。
樂團經歷：
（GARNET GRAVE! → Crack brain(緋咲) → グロテスクロマンティッカー(HIZAKI) → Schwardix Marvally → BURNING FIRE → SULFURIC ACID → HIZAKI grace project → HIZAKI grace project、Versailles-Philharmonic Quintet-）

### Gt. TERU
誕生日：4月10日
血液型：O型
出身地：京都府
身高：170 cm
體重：48 kg
性別：男性
型別：男性
在樂團擔任作曲。視力很差。加入Versailles之前一直都是著女裝。
樂團經歷：
（藍華柳～Aikaryu～ → 藍華柳、HIZAKI grace project → 藍華柳、Versailles(サポート) → Versailles-Philharmonic Quintet-）

### Ba. MASASHI
誕生日：4月25日
血液型：O型
出身地：愛知縣名古屋市
身高：185 cm
性別：男性
型別：男性
樂團資歷極為豐富。2010年Versailles世界巡迴上擔任支援貝斯手，同年9月4日正式加入。
在擔任Versailles支援樂手前就跟Jasmine You有良好關係，也是Jasmine You非常信任的人。
愛貓人士，部落格經常提到自家愛貓，Ameba版頭也特地後製將愛貓與宣傳照做合成。
樂團經歷：
（Diza wa-re → ALPHA → Ash → CRAZY Bom.(サポート/masashi) → Red Carpet(三輪昌史) → CODE(MASASHI→masashi) → kozi(サポート)、Versailles(サポート) → Versailles-Philharmonic Quintet-(MASASHI)）

### Dr. YUKI
誕生日：2月18日
血液型：A型
出身地：新潟縣佐渡島
身高：174 cm
體重：58 kg
性別：男性
型別：男性
一切未知的外星生物！Live上的Drums SOLO驚豔四座！
家族成員裡有個差兩歲的姊姊，但姊弟倆的生日在同一天。
樂團經歷：
（SugarTrip → (Alively Sanctuary) → Versailles-Philharmonic Quintet-）

### ETERNAL MEMBER. Jasmine You
本名：影山勇一
誕生日：1979年3月8日
血液型：B型
出身地：愛知縣名古屋市
身高：不明
體重：不明
性別：男性
型別：女性
Versailles初代貝斯手。
於2009年8月2日宣佈因身體不適而活休，2009年8月9日驟世，死因目前尚未公開（官方目前的解釋只有病逝）。
生前在Live上有過其標誌性的魔術表演。看上去很厲害其實性格很溫柔，和KAMIJO關係很好。其妝容一直為FANS所津津樂道。
樂團經歷：
（雀羅 → HIZAKI(サポート) → HIZAKI grace project(勇) → Versailles-Philharmonic Quintet-(Jasmine You) → 逝世）

## 作品列表

### 單曲
The Revenant Choir (會場限定作品) - 2007年7月23日
A Noble was Born in Chaos (會場限定作品) - 2008年3月19日
PRINCE & PRINCESS - 2008年12月10日（同年9月13日PRINCE一曲開放線上免費下載）
ASCENDEAD MASTER - 2009年6月24日
DESTINY -THE LOVERS- - 2010年10月27日
Philia - 2011年3月16日
Rhapsody of the Darkness - 2012年4月25日
ROSE - 2012年7月4日

### 錄音室專輯
NOBLE【日本盤】（2008年7月16日）－2008年10月22日通常盤再發售。 【世界盤】（2008年7月30日）
JUBILEE （2010年1月20日）oricon專輯排行榜初登場4位
Holy Grail （2011年6月15日）
Versailles （2012年9月26日）
The Greatest Hits 2007-2016（2016年9月14日）

### 精選輯
Anthologie - 2013年1月30日

### 現場專輯
Lyrical Sympathy -Live- （2010年9月1日） 
Noble -Live- （2010年9月1日）

### EP
Lyrical Sympathy（2007年10月31日）- 海外盤附加《Shout & Bites》PV收錄的DVD。

### DVD
The Revenant Choir  - 限定發售 （2007年7月23日）
Aesthetic Violence （2007年12月12日）
- 【Louis】 - 附KAMIJO演出香水。
- 【Princess Stairs】 - 附HIZAKI演出香水。
- 【B.P.T】 - 附TERU演出香水。
- 【Elegant Jasmine】 - 附Jasmine You演出香水。
- 【Dark Master】 - 附YUKI演出香水。

裡貴族 （2007年12月24日）
HISTORY OF THE OTHER SIDE - PV集+Live映像集+貴重映像集 - （2009年5月20日）
CHATEAU DE VERSAILLES - Live映像集 - （2009年5月20日）

## 官方網站
- Versailles Official Site
- Versailles Official World Fan Club
- Warner Japan Official Site - Versailles -
- TERU Ameblog（页面存档备份，存于）
- YUKI Ameblog （页面存档备份，存于）
- MASASHI Ameblog （页面存档备份，存于）
- HIZAKI Ameblog （页面存档备份，存于）